# Henri Labrouste

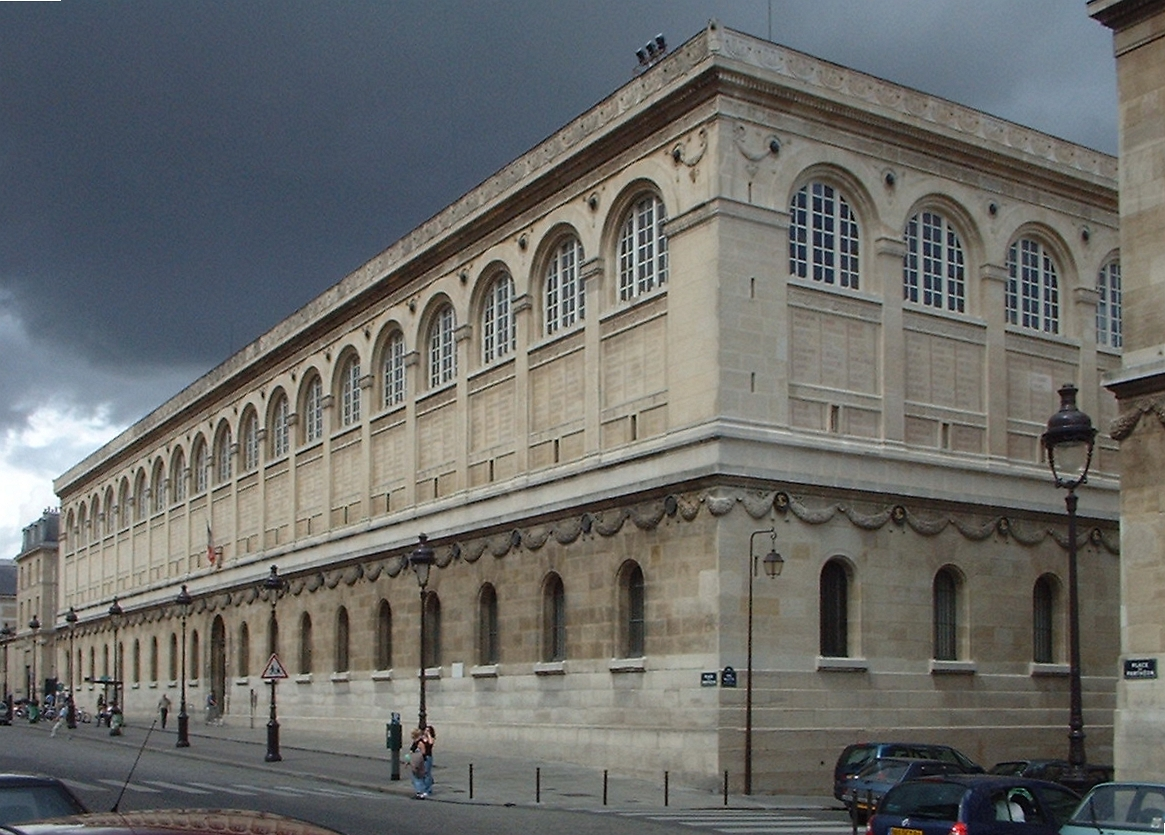
Biblioteca de Santa Genoveva en París

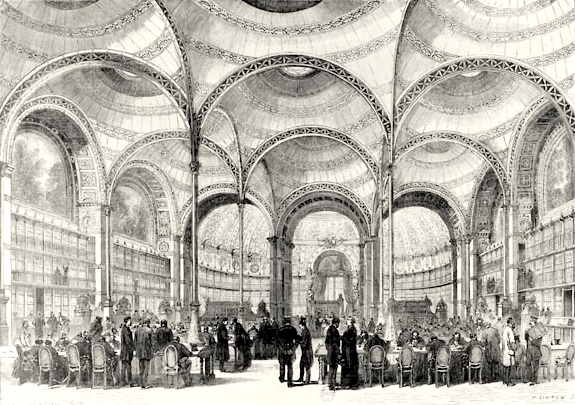
Biblioteca Nacional de Francia, sala Labrouste, en París

Pierre François - Henri Labrouste (París, 1801-  Fontainebleau, 1875) fue un Arquitecto francés de la famosa Escuela de Bellas Artes. Tras una estancia de seis años en Roma, Labrouste abrió su propio taller de arquitectura, que rápidamente destacó entre los Racionalistas. Es notable por ser pionero en el empleo de estructuras de hierro.

## Biografía
Nacido en París, Francia en 1801, Pierre François - Henri Labrouste (hermano del Arquitecto François Marie Théodore Labrouste), fue un arquitecto Francés reconocido por ser de los primeros arquitectos en utilizar el hierro no solo con fines estructurales, sino también con fines decorativos.

### Historia
Henri Labrouste fue un arquitecto educado en la Academia de Bellas Artes de Francia y fue uno de sus alumnos destacados. Cuando tenía veintitrés años fue galardonado con el Grand Prix de Roma, Labrouste obtuvo el segundo puesto tras el Palacio de Justicia de Blouet en 1821. En 1823 ganó el premio del departamento, y entró a trabajar como subinspector de obra bajo la dirección de Godde en la construcción de Saint-Pierre-du-Gros-Caillou. En 1824, al ganar el concurso para la Corte Suprema de Apelación, ganó mucha notoriedad. En noviembre del mismo año viajó a Italia. Vivió durante seis años en Roma.Tras su regreso a París Labrouste, junto a algunos jóvenes arquitectos como Félix Duban, Louis Duc y Leon Vadouyer (ganadores del Grand Prix entre 1823 y 1826), revolucionaron el peculiar sistema de enseñanza de Beaux-arts, agitando los viejos principios académicos e internándose en cuestiones tan centrales como el color en la arquitectura, la restauración de monumentos, la composición de la ciudad moderna, o la introducción del hierro como elemento constructivo.
Esta generación, especialmente Henri Labrouste y su entorno, era abiertamente crítica abierta con la formación científico-técnica ofrecida a los arquitectos. Por ello,  discípulos españoles acudían a París para realizar actividades en sus talleres. En el Taller de Labrouste convivían no solo discípulos españoles, sino también daneses, alemanes, holandeses, suizos, polacos y rumanos. Labrouste criticaba la debilidad de la formación en cuestiones constructivas.
En 1857 Eugene Viollet - le Duc heredó gran parte de su taller.
Entre los arquitectos que se incorporaron a su taller se encuentran Lorenzo de la Hidalga, Alejandro Sureda, Feliz de Zabalburu, Jean- Baptiste Lassus. .

### Obras principales

#### Biblioteca deSainte - Geneviéve, construida entre 1843 y 1850 enParís.
Construcción en la que Henri Labrouste mostró por primera vez la estructura del inmueble.  A partir de ese momento el empleo de los nuevos materiales se impuso definitivamente en los edificios públicos.
Aunque Labrouste también dio un aspecto neorrenacentista al exterior de la biblioteca, fue sin embargo uno de los primeros arquitectos en mostrar las posibilidades estéticas de la fundición, ya que si bien utiliza el hierro con fines estructurales, no desdeña por ello sus aspectos decorativos, como se aprecia en los arcos y en las finas columnas de tipo corintio de la sala de lectura de la biblioteca.

##### Sala de lectura de laBiblioteca Nacional de Franciaconstruida entre 1858 y 1868.
La obra maestra de Labrouste, en cierto modo continuación de la anterior y respecto a la cual presenta un progreso evidente, es la Bibliotheque Nationale. En su sala de lectura, dieciséis ligeras columnas de fundición sostienen a nueve metros de altura bóvedas esféricas cuya apertura permite el paso de la luz. Pero lo más espectacular de su obra radica en la sala de reserva, cubierta con un techo cristal y en la que aparecen a la vista todas las estructuras.
Todas estas obras contribuirán a invalidar las teorías estéticas de J. Ruskin, "La verdadera arquitectura no admite al hierro como material constructivo", al tiempo que abrirán nuevas perspectivas en este campo que, sin embargo, solo se aplicarían a la construcción de edificios públicos.